# راتلند (شهر)، ورمانت
راتلند (شهر)، ورمانت (به انگلیسی: Rutland (city), Vermont) یک مرکز شهرستان و city of the United States در ایالات متحده آمریکا است که در شهرستان روتلند، ورمانت واقع شده‌است.

## خصوصیات
راتلند ۱۶٬۴۹۵ نفر جمعیت دارد.